# Cryptocarya ovalifolia
Cryptocarya ovalifolia är en lagerväxtart som först beskrevs av Paul Auguste Danguy, och fick sitt nu gällande namn av Van der Werff. Cryptocarya ovalifolia ingår i släktet Cryptocarya och familjen lagerväxter. Inga underarter finns listade i Catalogue of Life.